# Плавання на Чемпіонаті світу з водних видів спорту 2015 — естафета 4x200 метрів вільним стилем (чоловіки)
Змагання з плавання в естафеті 4x200 метрів вільним стилем серед чоловіків на Чемпіонаті світу з водних видів спорту 2015 відбулись 7 серпня і складались з попередніх запливів та фіналу.

## Рекорди
Станом на 7 серпня 2015 світовий рекорд і рекорд чемпіонатів світу були такими:
| Світовий рекорд          | США | 6:58.55 | Рим, Італія | 31 липня 2009 |
| Рекорд чемпіонатів світу | США | 6:58.55 | Рим, Італія | 31 липня 2009 |

## Результати

### Попередні запливи
Початок запливів о 10:50
| Місце | Заплив | Доріжка | Країна          | Плавці                                                                                                   | Час       | Примітки |
| ----- | ------ | ------- | --------------- | --- | --------- | -------- |
| 1     | 2      | 3       | Австралія       | Ґрант Гаккетт (1:47.83) Курт Герцог (1:47.96) Деніел Сміт (1:46.02) Томас Фрейзер-Голмс (1:46.59)        | 7:08.40   | Q        |
| 2     | 2      | 7       | США             | Рід Мелоун (1:48.21) Майкл Вайсс (1:46.14) Майкл Клуе (1:47.67) Конор Дваєр (1:46.53)                    | 7:08.55   | Q        |
| 3     | 2      | 1       | Велика Британія | Роббі Ренвік (1:47.43) Ніколас Грейнджер (1:47.19) Деніел Воллас (1:46.03) Данкан Скотт (1:48.35)        | 7:09.00   | Q        |
| 4     | 1      | 4       | Німеччина       | Якоб Хайдтманн (1:47.86) Флоріан Фогель (1:48.31) Клеменс Рапп (1:47.14) Пауль Бідерманн (1:46.03)       | 7:09.34   | Q        |
| 5     | 1      | 5       | Польща          | Ян Світковський (1:47.17) Кацпер Кліх (1:48.86) Міхаель Домагала (1:47.81) Кацпер Майхшак (1:46.36)      | 7:10.20   | Q, NR    |
| 6     | 3      | 9       | Нідерланди      | Діон Дресенс (1:47.73) Кайл Стольк (1:48.52) Йоост Рейнс (1:48.20) Себастіан Версхюрен (1:46.38)         | 7:10.83   | Q, NR    |
| 7     | 3      | 0       | Росія           | Микита Лобінцев (1:48.29) Олександр Красних (1:46.99) Михайло Довгалюк (1:47.59) Артем Лобузов (1:47.97) | 7:10.84   | Q        |
| 8     | 2      | 9       | Бельгія         | Луї Кроенен (1:48.74) Гленн Сюргелосе (1:47.48) Дітер Деконінк (1:47.45) Пітер Тіммерс (1:47.25)         | 7:10.92   | Q        |
| 9     | 2      | 2       | Іспанія         | Мігель Дуран (1:49.45) Віктор Мартін (1:46.92) Альберт Пуїг (1:48.04) Марк Санчес (1:46.98)              | 7:11.39   | NR       |
| 10    | 3      | 8       | Японія          | Юкі Коборі (1:47.51) Цубаса Амаї (1:48.56) Найто Ехара (1:47.64) Дайя Сето (1:47.88)                     | 7:11.59   |          |
| 11    | 3      | 7       | Франція         | Жордан Потен (1:48.34) Грегорі Малле (1:48.41) Лоріс Буреллі (1:47.45) Клеман Міньйон (1:48.48)          | 7:12.68   |          |
| 12    | 3      | 4       | Данія           | Данієль Скаанінг (1:48.71) Магнус Вестерманн (1:49.72) Søren Dahl (1:48.55) Андерс Ліе (1:46.74)         | 7:13.72   | NR       |
| 13    | 3      | 5       | Італія          | Джанлука Малья (1:48.64) Марко Белотті (1:49.44) Даміано Лестінджі (1:47.91) Філіппо Маньїні (1:47.78)   | 7:13.77   |          |
| 14    | 2      | 5       | Китай           | Сюй Ціхен (1:49.71) Хе Тяньці (1:49.93) Шань Кеюань (1:48.37) Чжан Цзє (1:48.66)                         | 7:16.67   |          |
| 15    | 2      | 0       | Бразилія        | Луїс Алтамір Мело (1:48.80) Жуан де Лукка (1:50.25) Тьяго Перейра (1:49.45) Ніколас Олівейра (1:48.35)   | 7:16.85   |          |
| 16    | 2      | 8       | Швейцарія       | Александр Хальдеман (1:48.90) Нільс Лісс (1:49.99) Жеремі Депланш (1:49.50) Жан-Батіст Фебо (1:49.60)    | 7:17.99   | NR       |
| 17    | 3      | 1       | Австрія         | Фелікс Аубек (1:48.30) Давід Брандль (1:48.66) Зебастіан Штеффан (1:50.51) Крістіан Шерюбль (1:51.50)    | 7:18.97   |          |
| 18    | 2      | 6       | Сербія          | Стефан Шорак (1:50.67) Велімір Степанович (1:46.08) Урош Ніколіч (1:51.87) Вук Челич (1:51.67)           | 7:20.29   |          |
| 19    | 1      | 6       | Україна         | Ілля Тесленко (1:49.34) Михайло Романчук (1:51.14) Сергій Фролов (1:50.18) Антон Гончаров (1:51.08)      | 7:21.74   |          |
| 20    | 3      | 2       | Єгипет          | Марван Аль-Камаш (1:49.36) Мохамед Халед (1:50.64) Акрам Ахмед (1:50.04) Ахмед Хамді (1:51.82)           | 7:21.86   |          |
| 21    | 1      | 3       | Туреччина       | Незір Карап (1:50.00) Дога Челік (1:49.75) Каан Тюркер Аяр (1:51.58) Кемал Арда Гюрдал (1:50.82)         | 7:22.15   |          |
| 22    | 2      | 4       | Венесуела       | Крістіан Кінтеро (1:48.04) Маркос Лавадо (1:49.94) Даніеле Тірабассі (1:52.23) Енді Артета (1:54.92)     | 7:25.13   |          |
| 23    | 3      | 3       | Індія           | | 9:99.99 ! | DNS      |
| 23    | 3      | 6       | Сінгапур        | | 9:99.99 ! | DNS      |

### Фінал
Фінал відбувся о 19:11.
| Місце | Доріжка | Країна          | Плавці | Час     | Примітки |
| ----- | ------- | --------------- | --- | ------- | -------- |
| 1     | 3       | Велика Британія | Деніел Воллас (1:47.04) Роббі Ренвік (1:45.98) Келум Джарвіс (1:46.57) Джеймс Гай (1:44.74)                  | 7:04.33 | NR       |
| 2     | 5       | США             | Раян Лохте (1:45.71) Конор Дваєр (1:45.33) Рід Мелоун (1:46.92) Майкл Вайсс (1:46.79)                        | 7:04.75 |          |
| 3     | 4       | Австралія       | Кемерон Макевой (1:46.46) Девід Маккеон (1:47.05) Деніел Сміт (1:46.38) Томас Фрейзер-Голмс (1:45.45)        | 7:05.34 |          |
| 4     | 1       | Росія           | Данило Ізотов (1:46.25) Олександр Красних (1:45.64) Михайло Довгалюк (1:47.45) Олександр Сухоруков (1:47.55) | 7:06.89 |          |
| 5     | 6       | Німеччина       | Якоб Хайдтманн (1:47.94) Клеменс Рапп (1:46.88) Крістоф Фільдербрандт (1:49.39) Пауль Бідерманн (1:44.80)    | 7:09.01 |          |
| 6     | 8       | Бельгія         | Луї Кроенен (1:48.43) Гленн Сюргелосе (1:47.41) Дітер Деконінк (1:47.29) Пітер Тіммерс (1:46.51)             | 7:09.64 | NR       |
| 7     | 7       | Нідерланди      | Діон Дресенс (1:47.20) Кайл Стольк (1:48.87) Йоост Рейнс (1:47.55) Себастіан Версхюрен (1:46.13)             | 7:09.75 | NR       |
| 8     | 2       | Польща          | Ян Світковський (1:47.03) Кацпер Кліх (1:49.33) Міхаель Домагала (1:46.90) Кацпер Майхшак (1:47.08)          | 7:10.34 |          |